# 塞拉杜纳维乌

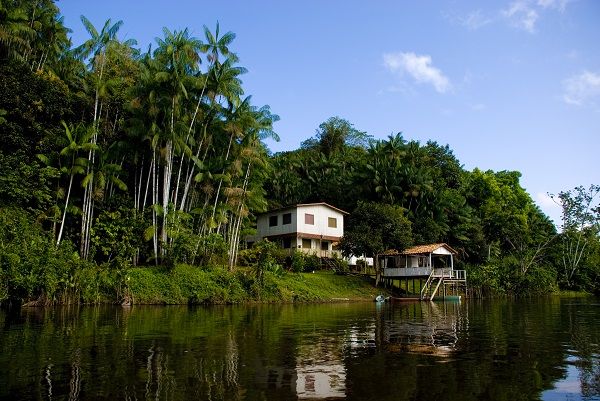
塞拉杜纳维乌

00°53′45″N 52°00′07″W / 0.89583°N 52.00194°W
塞拉杜纳维乌（葡萄牙語：Serra do Navio，意为“舟之山”）是巴西的城鎮，位於該國北部，由阿馬帕州負責管轄，面積7,757平方公里，海拔高度149米，2013年人口4,761，人口密度每平方公里0.61人。